# Mimsy Farmer
Merle "Mimsy" Farmer, född 28 februari 1945 i Chicago, Illinois, är en amerikansk-fransk skådespelerska.

## Roller i urval
- 1970 – På vägen till Salina
- 1973 – Hämnden och rättvisan
- 1974 – Fulvio, revolutionären som svek
- 1977 – Antonio Gramsci: i giorni del carcere
- 1977 – Apans dröm
- 1978 – Försvunnen i djupet
- 1982 – Mario Riccis död
- 1983 – Don Camillo
- 1984 – Kodnamn de vilda gässen